# Porquenca Blanca
Porquenca Blanca es un cultivar de higuera de tipo higo común Ficus carica, bífera (con dos cosechas por temporada, brevas e higos de otoño), con higos de epidermis con color de fondo verde hierba, y con sobre color verde amarillento. Se cultiva en la colección de higueras de Montserrat Pons i Boscana en Llucmajor (España).

## Sinonimia
- “Porquenya Blanca”,[4][6][7]

## Historia
Actualmente la cultiva en su colección de higueras baleares Montserrat Pons i Boscana, rescatada de un ejemplar o higuera madre localizada en el predio de "Míner" en el término de Llucmajor en la colección de higueras propiedad de Josep Sacarès i Mulet, gran conocedor del ámbito agrícola de las higueras.
La variedad 'Porquenca Blanca' es poco conocida y cultivada. No desmerece como higo fresco aunque su nombre pueda inducir a un error de apreciación.

## Características
La higuera 'Porquenca Blanca' es una variedad bífera de tipo higo común de dos cosechas por temporada. Árbol de vigorosidad elevada, y un buen desarrollo en terrenos favorables, copa torneada de porte esparcido con ramas alargadas y follaje moderado y uniforme, con nula emisión de rebrotes. Sus hojas son de 3 lóbulos en su mayoría, y de 1 lóbulo (30-40%). Sus hojas con dientes presentes márgenes serrados, con pilosidad poco apreciable en el envés y con un ángulo peciolar variable agudo u obtuso. 'Porquenca Blanca' tiene un desprendimiento de higos mediano-alto, con un rendimiento productivo alto y periodo de cosecha prolongado. La yema apical cónica de color verde.
Los frutos de la higuera 'Porquenca Blanca' son frutos de un tamaño de longitud x anchura:56 x 45mm, con forma en las brevas ovoidal y en los higos urceolados. Las brevas de un tamaño muy grande, y los higos también son de tamaño muy grandes, sus frutos son simétricos en la forma, y uniformes en las dimensiones, sin frutos aparejados y algunas formaciones anormales, de unos 57,350 gramos en promedio, cuya epidermis es de grosor delgado, de textura medio áspera al tacto, de consistencia muy blanda, con color de fondo verde hierba, y con sobre color verde amarillento. Ostiolo de 3 a 5 mm con escamas pequeñas blanquecinas. Pedúnculo de 5 a 10 mm cónico verde oscuro. Grietas ausentes o longitudinales finas. Costillas poco marcadas. Con un ºBrix (grado de azúcar) de 27 de sabor jugoso bastante dulce y empalagosa, con color de la pulpa rojo blanquecino. Con cavidad interna grande, con aquenios grandes en tamaño y en bastante cantidad. Los frutos maduran con un inicio de maduración de las brevas el 16 de junio, y de los higos sobre el 10 de agosto a 15 de septiembre. Cosecha con rendimiento productivo alto, y periodo de cosecha prolongado.
Se usa en alimentación humana en fresco y en seco, y también en alimentación de ganado porcino y ovino. Difícil abscisión del pedúnculo, y mediana facilidad de pelado. De consistencia muy blanda son muy sensibles al transporte, a las lluvias, y al agriado. Poco susceptibles al desprendimiento del árbol cuando madura, y bastante sensibles a la mosca de la fruta, al tener la piel tan blanda, y por la precocidad de la cosecha de agosto, el insecto encuentra el medio idóneo.

## Cultivo
'Porquenca Blanca', se utiliza en alimentación humana en fresco y en seco, y alimento para el ganado. Se está tratando de recuperar de ejemplares cultivados en la colección de higueras baleares de Montserrat Pons i Boscana en Llucmajor.